# Eucynorta schmidti
Eucynorta schmidti is een hooiwagen uit de familie Cosmetidae.